# Critérium National de la Route 1974
Il Critérium National de la Route 1974, quarantatreesima edizione della corsa, si svolse il 24 marzo su un percorso di 228 km, con partenza a Benodet e arrivo a Bellignies. Fu vinto dal francese Bernard Thévenet della Peugeot-BP-Michelin davanti ai suoi connazionali Christian Raymond e Raymond Delisle.

## Ordine d'arrivo (Top 10)
| Pos. | Corridore           | Squadra                       | Tempo    |
| ---- | ------------------- | ----------------------------- | -------- |
| 1    | Bernard Thévenet    | Peugeot-BP-Michelin           | 6h21'12" |
| 2    | Christian Raymond   | Gan-Mercier-Hutchinson        | a 1'49"  |
| 3    | Raymond Delisle     | Peugeot-BP-Michelin           | s.t.     |
| 4    | Raymond Poulidor    | Gan-Mercier-Hutchinson        | s.t.     |
| 5    | Sylvain Vasseur     | Bic                           | s.t.     |
| 6    | Roger Pingeon       | Jobo-Lejeune                  | s.t.     |
| 7    | Noël Geneste        | Magiglace-Juaneda             | s.t.     |
| 8    | Jean-Claude Largeau | Sonolor-Gitane                | a 2'07"  |
| 9    | Roland Berland      | Bic                           | a 2'58"  |
| 10   | Jean-Claude Misac   | Merlin Plage-Shimano-Flandria | s.t.     |